# Џон Ример
Џон Томас "Џек" Ример  (енгл. John Thomas "Jack" Rimmer; Омскирк, 27. април 1878 — Ливерпул, 6. јун 1962) био је британски атлетичар, двоструки победник Олимпијских игара 1900. у Паризу.

## Биографија
Џон Ример био је ливерпулски полицајац од 1901. године. Пензионисан је 30 година касније у чину наредника.
У крос такмичењима је учествовао од своје 19 године. Три пута узастопно од 1899. освајао је друго место на првенству Аматерске Атлетске Асоцијације (ААА) Британије, а 1901. победио је на 4 миље. Због добрих резултата ушао је у репрезентацију за учешће на Олимпијским играма 1900. у Паризу. На програму Игара биле су две трке са препрекама на 2.500 м и 4.000 метра. За разлику од већине фаворита Џон Ример је пропустио трку на 2.500 м, да би био одморан за трку на 4.000 м која је била на програму сутрадан. Британски трио Ример, Чарлс Бенет и Синди Робинсон у циљ су ушли заједно, а одлуком судија победио је Ример.
Поред ове трке учествовао је у још три дисциплине. У екипној трци на 5.000 метара поново је освојио златну медаљу иако је стигао други из Чарлса Бенета. Златна медаља освојена у овој трци није приписама Уједињеном Краљевству јер се у саставу екипе поред Чарлса Бенета, Римера, Сиднија Робинсона и Алфреда Тајсоа, налазио и Аустралијанац Стенли Роули, па је медаља приписана Мешовитом тиму.
У трци на 1.500 метра пласирао се од 7—9 места са непознатим резултатом. Четврта дисциплина, хендикеп трка на 2.500 метра са препрекама, је била у допунском атлетском програму чији резултати и освојене медаље нису рачунати у олимпијске.
Џон Ример уморо је у Ливерпулу у 84. години.

## Лични рекорди
880 y – 1:58,2 (1902);
1.500 м - 4:11,2 (1899);
миља – 4:28,2 (1900);
2 миље - 9:22,6 (1902);
3 миље – 14:58,2 (1900);
4 миље – 20:11,0 (1900);
6 миља – 31:26,2 (1900);
10 миља – 53:17,0 (1900).